# Hamdallaye (Niger)
Hamdallaye (auch: Hamdalay, Hamdalaye) ist eine Landgemeinde im Departement Kollo in Niger.

## Geographie

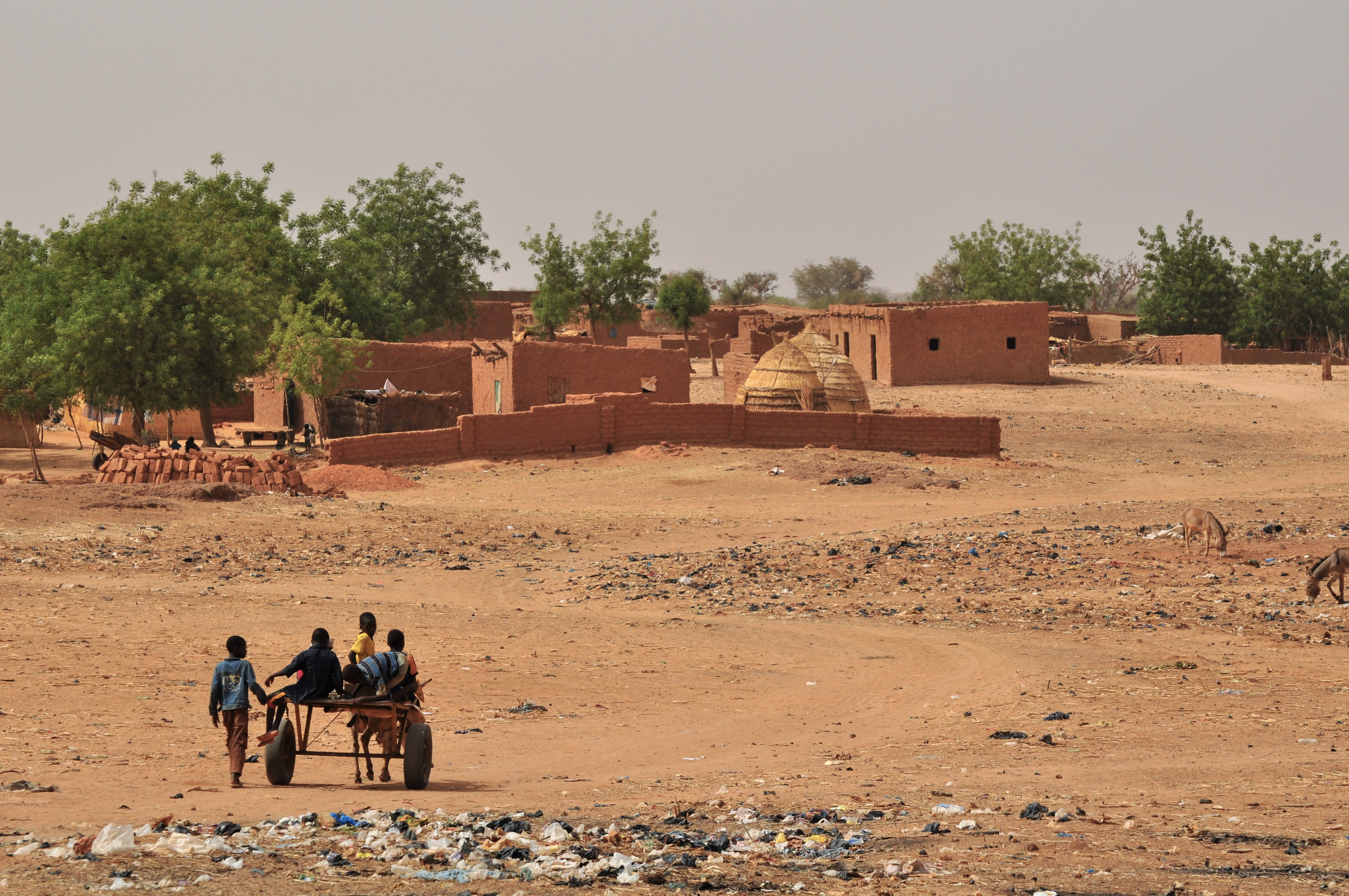
Kinder mit Eselskarren im Hauptort Hamdallaye (2019)

Hamdallaye liegt in der Sahelzone und ist ein nordöstlicher Vorort der nigrischen Hauptstadt Niamey. Die weiteren Nachbargemeinden Hamdallayes sind Karma im Nordwesten, Simiri im Norden, Tagazar im Nordosten, Dantchandou im Südosten sowie Kouré, Liboré und N’Dounga im Süden. Bei den Siedlungen in der Gemeinde handelt es sich um 54 Dörfer, 28 Weiler und eine Wasserstelle. Der Hauptort der Landgemeinde ist das Dorf Hamdallaye. Weitere große Dörfer im Gemeindegebiet sind Barkiawal Béri, Fandou Béri, Fatakadjé, Gardama Koira, Gounou Bangou, Kayan Zarma, Laweye, Ouratondi und Tondigamèye.
Die Gemeinde wird zur Übergangszone zwischen Sahel und Sudan gerechnet. Die durchschnittliche jährliche Niederschlagsmenge in Hamdallaye beträgt rund 435 Millimeter bei zwischen 31 und 37 Regentagen im Jahr. Die Vegetation ist von Tigerbusch geprägt. In der Krautschicht wachsen Andropogon, Aristida, Liebesgräser und Tagblumen. Die vorherrschenden Sträucher sind die Flügelsamengewächse Combretum micranthum, Combretum nigricans und Guiera senegalensis. Typische Baumarten sind Acacia nilotica, Anabäume, Filmblättrige Jujuben und Wüstendatteln, in den Tälern ferner Äthiopische Palmyrapalmen, Doumpalmen, Eukalypten, Guaven und Mangos. Der Baumbestand ist wegen der starken Nutzung als Brenn- und Bauholz im Schwinden begriffen. Im Hauptort wurden die Vogelarten Schwalbenschwanzaar (Chelictinia riocourii), Temminckrennvogel (Cursorius temminckii) und Fahlkehlschwalbe (Hirundo aethiopica) sowie die Schlangenart Weißbauch-Sandrasselotter (Echis leucogaster) beobachtet.

## Geschichte

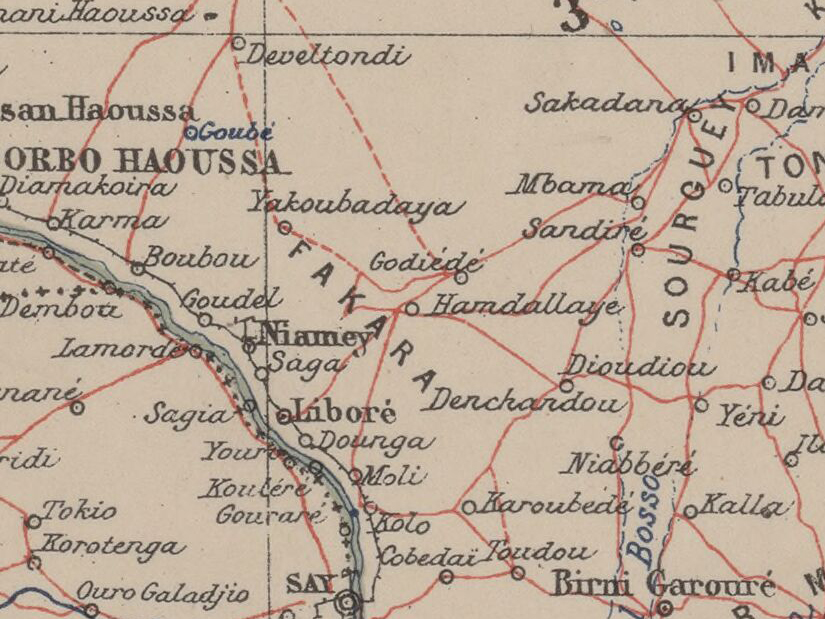
Ausschnitt einer Karte von 1903 mit Hamdallaye im Zentrum

Der Ortsname Hamdallaye leitet sich von der arabischen Redewendung Alhamdulillah ab. Der traditionelle Herrschaftssitz (französisch: chefferie) der Zarma in Hamdallaye wurde Mitte des 17. Jahrhunderts geschaffen. Die französische Kolonialverwaltung richtete im ersten Drittel des 20. Jahrhunderts einen Kanton in Hamdallaye ein und löste den Ort damit aus dem Einflussbereich der chefferie des Nachbarorts N’Dounga. Die Landgemeinde Hamdallaye ging 2002 im Zuge einer landesweiten Verwaltungsreform aus dem Kanton Hamdallaye hervor. Sie war 2007 einer der Spielorte der ersten Ausgabe des Open-Air-Kulturfestivals Pripalo unter der Leitung von Achirou Wagé.

## Bevölkerung

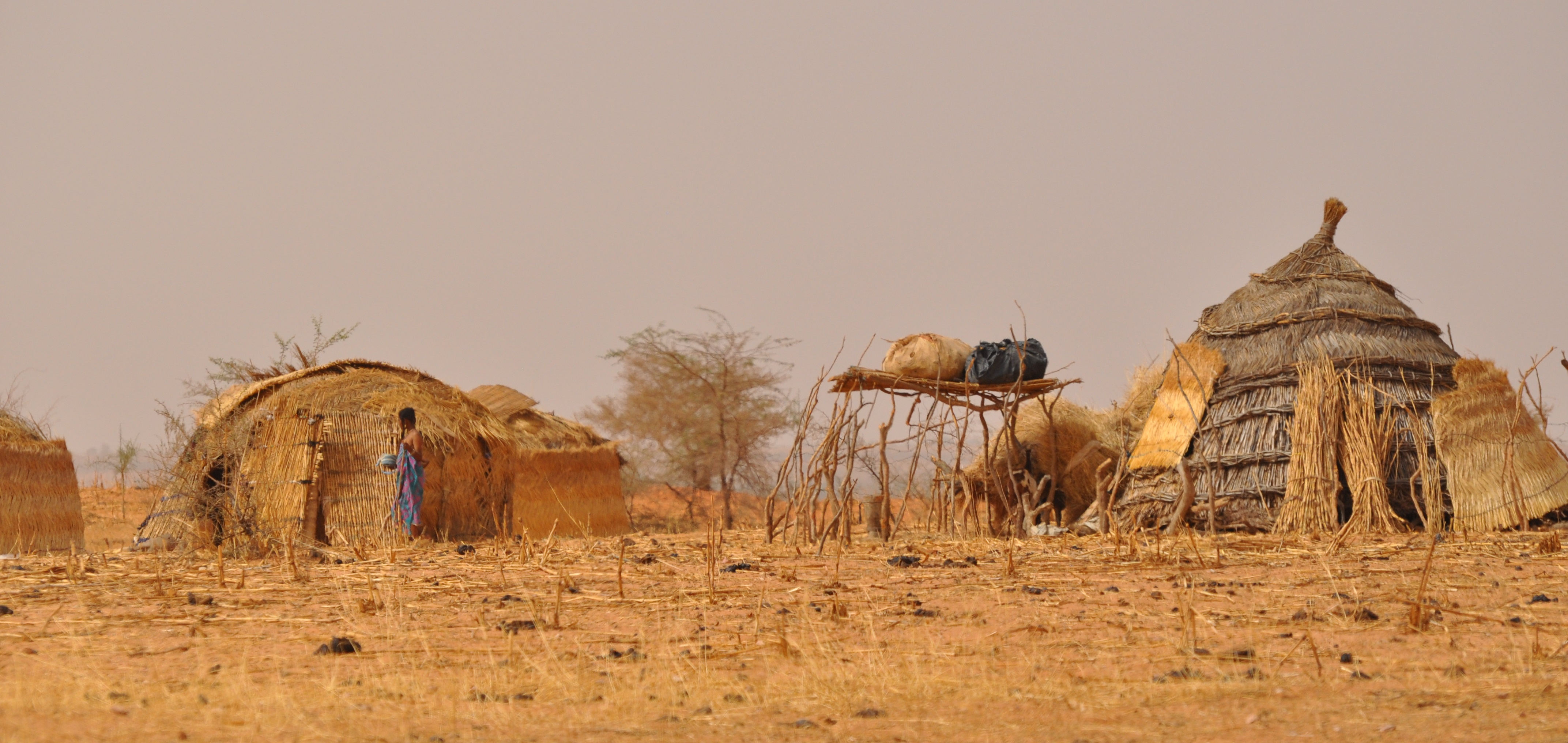
Ein Nomadenlager in Hamdallaye (2019)

Bei der Volkszählung 2012 hatte die Landgemeinde 57.002 Einwohner, die in 6147 Haushalten lebten. Bei der Volkszählung 2001 betrug die Einwohnerzahl 40.110 in 4276 Haushalten.
Im Hauptort lebten bei der Volkszählung 2012 6153 Einwohner in 651 Haushalten, bei der Volkszählung 2001 3708 in 398 Haushalten und bei der Volkszählung 1988 2220 in 235 Haushalten.
Die Bevölkerungsmehrheit stellen Zarma, außerdem leben Fulbe, Bella, Hausa und Gourmantché in der Landgemeinde.

## Politik
Der Gemeinderat (conseil municipal) hat 17 gewählte Mitglieder. Mit den Kommunalwahlen 2020 sind die Sitze im Gemeinderat wie folgt verteilt: 7 MODEN-FA Lumana Africa, 5 AMEN-AMIN, 4 PNDS-Tarayya und 1 MPN-Kiishin Kassa.
Jeweils ein traditioneller Ortsvorsteher (chef traditionnel) steht an der Spitze von 46 Dörfern in der Gemeinde, darunter dem Hauptort.

## Wirtschaft und Infrastruktur

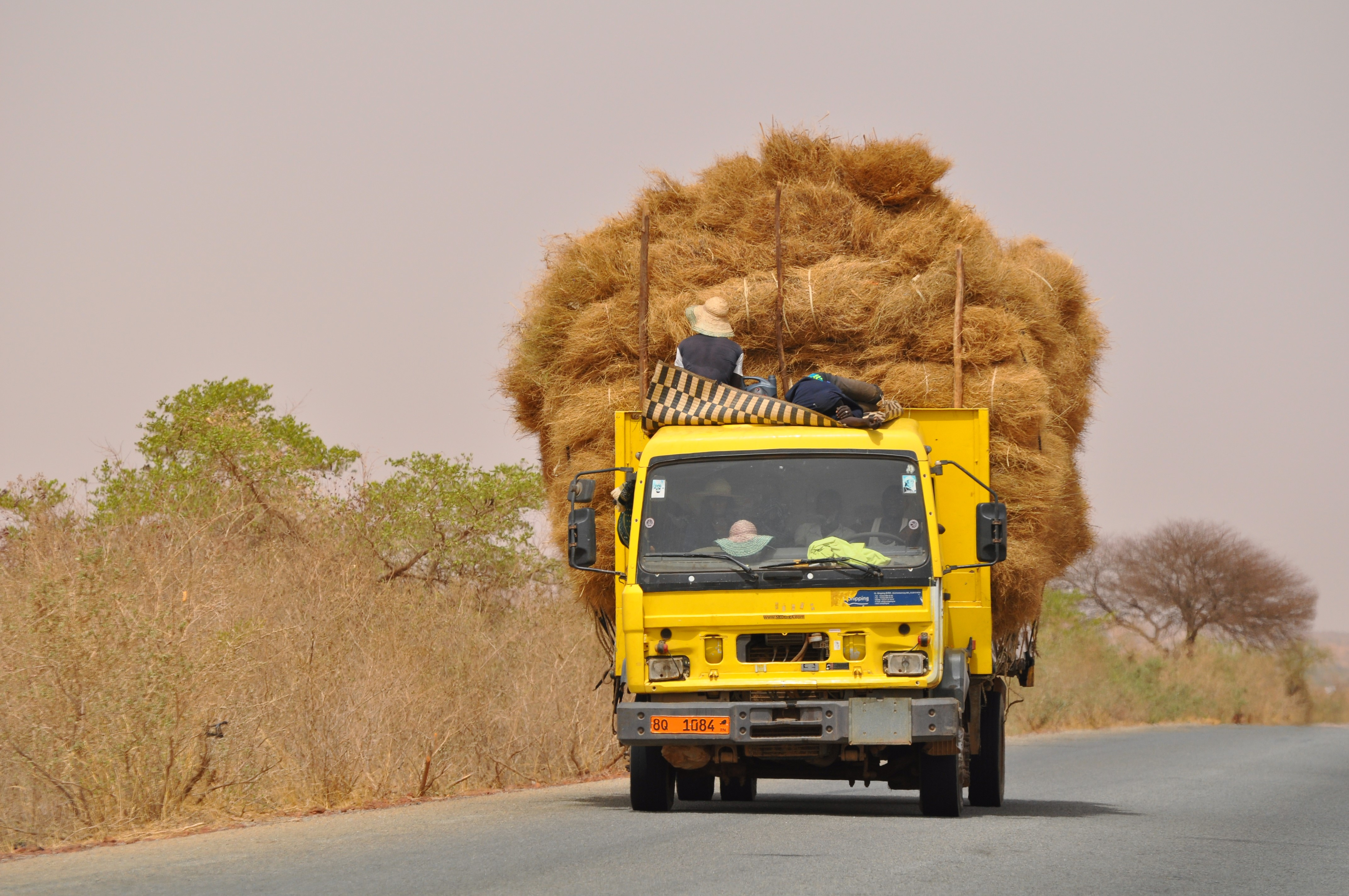
Lastwagen mit Heu auf der Nationalstraße 25 in Hamdallaye (2019)

Die Gemeinde liegt in einer Zone, in der Regenfeldbau betrieben wird. Zur Selbstversorgung werden Hirse und Sorghum angebaut. Üblich ist auch der Anbau von Augenbohnen, Erdnüssen, Kürbissen, Okra, Sesam und Zwiebeln. In der Nähe von Wasserstellen gedeihen Obstbäume. Die extensiv betriebene Landwirtschaft leidet unter anderem unter unzureichenden und unregelmäßigen Niederschlägen, Bodendegradation und veralteten Gerätschaften. Die nach dem Ackerbau verbreitetste wirtschaftliche Aktivität in Hamdallaye ist die Viehwirtschaft, die sich auf Rinder, Kamele, Esel, Pferde, Schafe, Ziegen und Geflügel erstreckt. Die sesshafte Viehzucht ist eine Domäne der Frauen. Bei der transhumanten Viehwirtschaft nehmen die Bauern Weideflächen im Norden – in Ouallam, Filingué und Mali – sowie südlich der Gemeinde am Fluss Niger in Anspruch. Zu den größten Problemen zählen Futtermangel und Tierseuchen. Im Hauptort wird eine Niederschlagsmessstation betrieben.
Mehr als ein Achtel der Einwohner sind Arbeitsmigranten, die jährlich zwei bis drei Monate in der Hauptstadt Niamey und in anderen Ländern verbringen. Aufgrund der Armut der Bevölkerung und der Abgelegenheit der Landgemeinde ist der Handel wenig entwickelt. Es gibt acht Wochenmärkte in Hamdallaye. Das staatliche Versorgungszentrum für landwirtschaftliche Betriebsmittel und Materialien (CAIMA) unterhält eine Verkaufsstelle im Hauptort. Die handwerklichen Aktivitäten der Frauen, etwa Weberei und Hutmacherei, sind vor allem durch Werkstoffmangel und die Konkurrenz durch importierte Produkte beeinträchtigt.
Der CEG Hamdallaye ist eine allgemein bildende Schule der Sekundarstufe des Typs Collège d’Enseignement Général (CEG). Beim Centre de Formation aux Métiers de Hamdallaye (CFM Hamdallaye) handelt es sich um ein Berufsausbildungszentrum. Mehr als die Hälfte der Klassenräume der 49 öffentlichen Grundschulen in der Landgemeinde sind einfache Strohhütten. Gesundheitszentren des Typs Centre de Santé Intégré (CSI) sind im Hauptort und in der Siedlung Tondigamèye vorhanden. Die Anzahl und die Fähigkeiten des medizinischen Personals sind unzureichend.
Durch die Gemeinde, unter anderem durch den Hauptort, verläuft die 868 Kilometer lange Nationalstraße 25 zwischen den Städten Niamey und Agadez. Nordöstlich des Hauptorts zweigt die 95,1 Kilometer lange Landstraße RR6-001 zur Stadt Kollo ab.

## Persönlichkeiten
- Djado Sékou (1926–1988), Erzähler